# Парламентские выборы в Испании (1920)
Парламентские выборы 1920 года в Испании прошли 19 декабря. Явка на выборы составила 59,86 % от общего числа зарегистрированных избирателей.

## Предыстория
5 мая 1920 года правительство Испании возглавил Эдуардо Дато. Последний срок его пребывания на посту премьера был отмечен небывалым ростом активности профсоюзов и беспрецедентным разгулом бандитизма и анархистского террора. Пытаясь навести порядок в стране, власти, побуждаемые призывами «проявить твёрдую руку», прибегли к кровавым репрессиям. 8 ноября 1920 года военныйм губернатором Барселоны, где ситуация была самой тяжёлой, стал генерал Севериано Мартинес Анидо, позднее министр общественного порядка при генерале Франко. Из практики Мексиканской революции 1910—1920 годов были заимствованы внесудебные казни («Ley de fugas»), убийства задержанных при якобы попытке к бегству. С использованием этого приёма в одной лишь Барселоне власти уничтожили без суда более ста профсоюзных активистов.
После ухода в отставку Антонио Маура созданная им коалиция Партии Мауриста, консерваторов-«сьервистас» и независимых католиков прекратила своё существование. В результате в новых выборах все три группировки консервативного лагеря участвовали самостоятельно. В очередной раз не смогли восстановить единство и либералы, вновь участвуя в выборах 6 списками, не считая независимых.
В декабре 1919 года социалисты Пабло Иглесиаса вышли из Союза республиканцев и социалистов, решив впервые в своей истории участвовать в выборах самостоятельно. Республиканская федерация Альваро де Альборноса вскоре распалась и Союз окончательно развалился. Умеренные республиканцы Мелькиадеса Альвареса, республиканцы-радикалы Алехандро Лерруса, республиканцы-федералисты, каталонские республиканцы, республиканцы-автономисты, ряд независимых республиканцев и каталонских республиканцев-националистов, а также только что созданная Демократическая республиканская партия Хоана Кабалье принимали участие в выборах отдельно друг от друга.

## Результаты
19 декабря были избраны 409 членов Конгресса депутатов.
Больше всего мест (174 или 42,54 %) завоевала Либерально-консервативная партия во главе с Эдуардо Дато. Всего же консерваторы смогли выиграть 227 мандатов (55,50 %), включая троих независимых консерваторов и троих независимых баскских династистов. Их оппоненты из либерального лагеря в сумме получили 120 мандатов (29,34 %), включая троих независимых либералов и одного независимого баскского династиста.. Республиканцы, вновь участвуя в выборах раздельно, в очередной раз уменьшили количество завоёванных мандатов. Регионалисты из-за провала на выборах баскских националистов продолжали нести потери, вновь уменьшив своё представительство в нижней палате парламента.
Итоги выборов в Конгресс депутатов Испании 19 декабря 1920 года
| Партии и коалиции                                            | Партии и коалиции                         | Партии и коалиции                                | Партии и коалиции                         | Лидер                          | Голоса | Голоса | Голоса | Места      | Места | Места |
| Партии и коалиции                                            | Партии и коалиции                         | Партии и коалиции                                | Партии и коалиции                         | Лидер                          | #      | %      | +/−    | Места      | +/−   | %     |
| ------------------------------------------------------------ | ----------------------------------------- | ------------------------------------------------ | ----------------------------------------- | ------------------------------ | ------ | ------ | ------ | ---------- | ----- | ----- |
|                                                              |                                           | Либерально-консервативная партия                 | исп. Partido Liberal-Conservador, PLC     | Эдуардо Дато                   |        |        |        | 174        | ▲80   | 42,54 |
|                                                              | Партия Мауриста                           | исп. Partido Maurista, (PM)                      | Антонио Маура                             |                                |        |        | 24     | ▼44        | 5,87  |       |
|                                                              | Консерваторы-«сьервистас»                 | исп. Conservadores Ciervistas (CC)               | Хуан де ля Сьерва-и-Пеньяфьель            |                                |        |        | 23     | ▼9         | 5,62  |       |
|                                                              | Лига монархического действия              | исп. Liga de Acción Monárquica, LAM              |                                           |                                |        |        | 3      | Первый раз | 0,73  |       |
| Все консерваторы                                             | Все консерваторы                          | Все консерваторы                                 | Все консерваторы                          | Все консерваторы               |        |        |        | 227        | ▲26   | 55,50 |
|                                                              |                                           | Либерально-демократическая партия                | исп. Partido Liberal Demócrata, PLD       | Мануэль Гарсия Прието          |        |        |        | 45         | ▼7    | 11,0  |
|                                                              | Либеральная партия                        | исп. Partido Liberal, PL                         | Альваро де Фигероа и Торрес               |                                |        |        | 29     | ▼11        | 7,09  |       |
|                                                              | Либеральная левая                         | исп. Izquierda Liberal, IzqL                     | Сантьяго Альба                            |                                |        |        | 28     | ▼2         | 6,85  |       |
|                                                              | Национальный монархический союз           | исп. Unión Monárquica Nacional, UMN              | Альфонс Сала                              |                                |        |        | 5      | ▼1         | 1,22  |       |
|                                                              | Аграрные либералы («гассетистас»)         | исп. Liberales agrarios ("gassetistas")          | Рафаэль Гассет                            |                                |        |        | 5      | ▬          | 1,22  |       |
|                                                              | Либералы-«нисетистас»                     | исп. Liberales "nicetistas"                      | Нисето Алькала Самора-и-Торрес            |                                |        |        | 4      | ▬          | 0,98  |       |
| Все либералы                                                 | Все либералы                              | Все либералы                                     | Все либералы                              | Все либералы                   |        |        |        | 119        | ▼21   | 29,10 |
|                                                              |                                           | Реформистская партия                             | исп. Partido Reformista, PR               | Мелькиадес Альварес            |        |        |        | 9          | ▲3    | 2,20  |
|                                                              | Радикальная республиканская партия        | исп. Partido Republicano Radical, PRR            | Алехандро Леррус                          |                                |        |        | 8      | ▲4         | 1,96  |       |
|                                                              | Испанская социалистическая рабочая партия | исп. Partido Socialista Obrero Español, PSOE     | Пабло Иглесиас                            |                                |        |        | 4      | ▼2         | 0,98  |       |
|                                                              | Республиканская партия Каталонии          | кат. Partit Republicà Català, PRC                | Габриэль Аломар                           |                                |        |        | 2      | ▼3         | 0,49  |       |
|                                                              | Республиканский автономистский союз       | исп. Partido Unión Republicano Autonomista, PURA | Феликс Ассати                             |                                |        |        | 2      | ▲1         | 0,49  |       |
| Все республиканцы                                            | Все республиканцы                         | Все республиканцы                                | Все республиканцы                         | Все республиканцы              |        |        |        | 31         | ▼2    | 8,07  |
|                                                              |                                           | Регионалистская лига Каталонии                   | кат. Lliga Regionalista de Catalunya, LRC | Франсеск Камбо                 |        |        |        | 14         | ▬     | 3,42  |
|                                                              | Монархическая автономистская федерация    | кат. Federació Monàrquica Autonomista, FMA       | Мануэль Жирона                            |                                |        |        | 3      | ▬          | 0,73  |       |
|                                                              | Баскское националистическое причастие     | исп. Comunión Nacionalista Vasca, CoNV           |                                           |                                |        |        | 1      | ▼4         | 0,25  |       |
| Все регионалисты                                             | Все регионалисты                          | Все регионалисты                                 | Все регионалисты                          | Все регионалисты               |        |        |        | 20         | ▼4    | 4,89  |
|                                                              |                                           | Традиционалистское причастие                     | исп. Comunión Tradicionalista, CT         | Эрнандо де Лараменди           |        |        |        | 4          | ▬     | 0,98  |
|                                                              | Традиционалистская католическая партия    | исп. Partido Católico Tradicionalista            | Хуан Васкес де Мелья                      |                                |        |        | 2      | ▼1         | 0,49  |       |
|                                                              | Национальная католическая партия          | исп. Partido Católico Nacional, PCN              | Мануэль Сенанте                           |                                |        |        | 1      | ▬          | 0,25  |       |
| Все карлисты и традиционалисты                               | Все карлисты и традиционалисты            | Все карлисты и традиционалисты                   | Все карлисты и традиционалисты            | Все карлисты и традиционалисты |        |        |        | 8          | ▼1    | 1,96  |
|                                                              | Другие                                    | Другие                                           | Другие                                    | Другие                         |        |        |        | 4          | ▲4    | 1,71  |
|                                                              |                                           |                                                  |                                           |                                |        |        |        |            |       |       |
| Всего                                                        | Всего                                     | Всего                                            | Всего                                     | Всего                          | н/д    | 100,00 |        | 409        | ▬     |       |
|                                                              |                                           |                                                  |                                           |                                |        |        |        |            |       |       |
| Источник: - Historia Electoral - Spain Historical Statistics |                                           |                                                  |                                           |                                |        |        |        |            |       |       |

1. ↑  Включая троих независимых консерваторов
2. ↑  Включая троих независимых либералов
3. ↑  Из них пятеро члены Радикальной республиканской партии + независимые республиканцы
4. ↑  Включая двоих каталонских независимых республиканцев-националистов, двоих независимых республиканцев, по одному республиканцу-федералисту и республиканцу-демократу
5. ↑  Включая арагонского регионалиста и независимого каталонского регионалиста-эксреспубликанца
6. ↑  Включая независимого католика
7. ↑  Включая двоих независимых монархистов, одного независимого баскского династиста и одного «аграрного» монархиста

## Результаты по регионам
Наибольшего успеха на провинциальном уровне вновь достигли консерваторы-«датистас», сумев занять первое место по количеству избранных депутатов в 32 провинциях. Кроме того, консерваторам удалось победить ещё в 4 провинциях. Сторонники Хуана де ля Сьерва выиграли выборы в Бургосе и Мурсии, приверженцы Антонио Маура победили в Гипускоа, а баскские династисты из Лиги монархического действия в Бискайе. Либералы выиграли выборы в 6 провинциях, в том числе либеральные демократы заняли первое место в Леоне, Логроньо (ныне Риоха) и Кастельоне, национал-монархисты стали первыми в Льейде и Таррагоне, а либералы-«романонистас» в Гвадалахаре. Каталонские регионалисты выиграли выборы в Барселоне и Жироне. В провинции Мадрид мандаты разделили либеральные демократы, «датистас» и «мауристас», в Вальядолиде места поделили «датистас», «мауристас» и левые либералы, в Наварре — «датистас», «мауристас» и карлисты, в Сарагосе — «мауристас» и республиканцы, в Алаве — «датистас», республиканцы и независимые династисты.
В Мадриде 6 мандатов из 8 выиграли монархисты (из них 2 взяли «мауристас», оставшиеся поделили «сьервистас», «романонистас», левый либерал и независимый монархист), оставшиеся 2 взяли социалисты. В Барселоне победили регионалисты, выиграв 5 мандатов из 7 (из них 4 взяла Регионалистская лига, ещё один их союзники из числа каталонских карлистов), оставшиеся 2 выиграли республиканцы-радикалы. В Севилье 3 места заняли консерваторы-«датистас» и 2 левые либералы. В Валенсии по одному мандату завоевали республиканцы-автономисты, республиканцы-радикалы и католики-традиционалисты.

## После выборов
5 января 1921 года новым председателем Конгресса депутатов был переизбран Хосе Санчес Герра (Либерально-консервативная партия), за которого проголосовали 234 парламентария, республиканцы не участвовали в голосовании. 16 марта 1922 года его сменил Габино Бугальял (Либерально-консервативная партия). Председателем Сената остался Хоакин Санчес де Тока (Либерально-консервативная партия).
Работа Конгресса депутатов, избранного в 1920 году, проходила на фоне анархистского террора и начавшейся в 1921 году войны против берберского эмирата Риф, созданного в результате восстания в Северном Марокко.
8 марта 1921 года каталонские анархисты отомстили за внесудебные казни, расстреляв в Мадриде автомобиль, в котором ехал премьер-министр Эдуардо Дато. На следующий день Совет министров временно возглавил соратник убитого политика Габино Бугальял. 12 марта новым главой правительства стал консерватор-«сьервистас» Мануэль Альендесаласар, получивший поддержку всех трёх консервативных групп.
Тем временем война в Марокко шла неудачно для испанской армии, которой противостояли нерегулярные силы рифских племён, умело применявших тактику партизанской войны. В конце июля — начале августа 1921 года рифские повстанцы под командованием Абд аль-Крима после непродолжительной осады отбили у испанцев Анвал — ключевую позицию, позволявшую вести наступление в разных направлениях. Битва при Анвале, вошедшая в историю как «Катастрофа при Анвале», завершилась полным разгромом испанских войск. В результате из 23 тысяч испанских военных погибло около 13 000, при том, что потери повстанцев составили всего 800 человек из 3 000. Лишь чудом Испании удалось сохранить под контролем Мелилью, свою старейшую колонию в Африке. «Катастрофа при Анвале» не только вызвала падение кабинета Альендесаласара, но и положила начало серьёзному политическому кризису, в итоге приведшему сначала к установлению диктатуры генерала Примо де Риверы, а затем и к падению монархии.
14 августа 1921 года премьер-министром уже в пятый раз стал Антонио Маура, сформировав правительства из консерваторов («датистас», «мауристас» и «сьервистас»), либералов-«романонистас» и каталонских регионалистов. Главной задачей нового главы правительства стала война в Марокко.
8 марта 1922 года председателем Совета министров стал Хосе Санчес Герра, первоначально включивший в свой кабинет «датистас», «мауристас» и каталонских регионалистов. Но уже 1 апреля 1922 года было сформировано новое правительство, в которое вошли только консерваторы-«датистас». Кабинет Герры проработал до 7 декабря 1922 года, пока не был отправлен в отставку королём Альфонсо XIII после того, как премьер-министр санкционировал слушания в Конгрессе депутатов по «докладу Пикассо», подготовленному генералом Хуаном Пикассо, возглавлявшим расследование причин «Катастрофы при Анвале». Новым главой правительства стал либеральный демократ Мануэль Гарсия Прието.